# Dayan Téllez
Dayan Téllez Domínguez (Temoaya, 11 de febrero de 2002), es una futbolista mexicana que juega como portera para Deportivo Toluca Femenil de la Liga MX Femenil.

## Carrera

### Toluca
El 19 de agosto de 2017, debutó en la Liga MX Femenil, como sustituta durante 45 minutos en un partido contra Veracruz.
Se consolidó en el equipo, durante un juego contra Pachuca en el Estadio Hidalgo donde su equipo le quitó el invicto al local.

### Carrera internacional
El 14 de noviembre de 2017, fue convocada a la Selección Sub-17 del equipo nacional.